# طلاب من أجل العدالة في فلسطين
طلاب من أجل العدالة في فلسطين (SJP) هي منظمة ناشطة للطلاب الجامعيين مؤيدة للفلسطينيين في الولايات المتحدة وكندا ونيوزيلندا. وقامت بحملة لمقاطعة الشركات التي تتعامل مع إسرائيل وسحب الاستثمارات منها، ونظمت فعاليات تتهم إسرائيل بارتكاب جرائم حرب وتطهير عرقي وإبادة جماعية. اتهم النقاد أن حزب العدالة والتنمية يروج لمعاداة السامية.
اعتبارًا من عام 2010، كان لدى منظمة طلاب من أجل العدالة في فلسطين أكثر من 80 فصلاً في الجامعات الأمريكية. اعتمدت بعض فصول برنامج SJP في الولايات المتحدة على اسم لجنة التضامن مع فلسطين أو الطلاب من أجل حقوق متساوية للفلسطينيين . في كندا، اعتمدت بعض فصول SJP على اسم الطلاب ضد الفصل العنصري الإسرائيلي (SAIA)، أو التضامن من أجل حقوق الإنسان الفلسطيني (SPHR).

## منظمة
منظمة طلاب من أجل العدالة في فلسطين لها فروع في جامعة أوكلاند  وجامعة فيكتوريا في ويلينجتون.

## التاريخ
تأسست طلاب من أجل العدالة في فلسطين لأول مرة في جامعة كاليفورنيا ، بيركلي عام 1993.
في عام 2001، نظمت المجموعة المؤتمر الأول لحركة التضامن مع فلسطين لتنسيق جهود سحب استثمارات الشركات من إسرائيل على الصعيد الوطني.
في مارس 2014 قام مركز مشاركة الطلاب في جامعة نورث إيسترن بتعليق برنامج SJP من الحرم الجامعي لمدة عام واحد بعد حادث وصفه المركز بأنه «ترهيب» لزملائه الطلاب. توصلت الجامعة إلى اتفاق مع SJP في أبريل رفع التعليق بدلاً من فترة اختبار لمدة فصل دراسي واحد حيث سُمح للمنظمة بالعمل كالمعتاد.
عملت حركة التضامن مع فلسطين (PSM) كمنظمة مظلة وطنية لـطلاب من أجل العدالة في فلسطين الذي تعرف بأختصار SJP ومجموعات أخرى حتى تم حلها في عام 2006. في أكتوبر 2011، عقدت SJP أول مؤتمر وطني لها في جامعة كولومبيا والذي حضره 40 فصلاً.
وحسم المؤتمر نقاط الوحدة للمنظمة في 16 أكتوبر 2011. وجاء في نقاط الوحدة: «طلاب من أجل العدالة في فلسطين منظمة طلابية تعمل بالتضامن مع الشعب الفلسطيني وتدعم حقه في تقرير المصير. وهي ملتزمة بإنهاء احتلال إسرائيل واستعمارها لكافة الأراضي العربية وتفكيك جدار الفصل. يعترف بالحقوق الأساسية للمواطنين العرب الفلسطينيين في إسرائيل في المساواة الكاملة. وهو يدعو إلى احترام وحماية وتعزيز حقوق اللاجئين الفلسطينيين في العودة إلى ديارهم وممتلكاتهم على النحو المنصوص عليه في قرار الجمعية العامة للأمم المتحدة رقم 194».
استخدمت منصة فيسبوك من قبل منظمة طلاب من أجل في فلسطين وادت إلى نجاح التواصل مع الأفراد وتنظيم الأحداث والترويج لها داخل وخارج الحرم الجامعي. تضم العديد من الفصول مئات الأعضاء وتستخدم أيضًا التويتر وشبكات التواصل الاجتماعي الأخرى عبر الإنترنت من أجل الوصول والرؤية على نطاق أوسع.

## الاحتجاجات

### «مكافحة الكلام الحر» في جامعة كاليفورنيا في بيركلي
اختار فرع جامعة كاليفورنيا ، بيركلي في SJP في عام 2001 النصب التذكاري لمذبحة دير ياسين لاحتلال مبنى الحرم الجامعي وتعطيل امتحان منتصف الفصل الجاري لأكثر من 600 طالب كجزء من احتجاج على استثمارات جامعتهم في إسرائيل. تم تفكيك الاحتلال من قبل الشرطة بعد تحذير الطلاب من التعدي على ممتلكات الغير. تم القبض على تسعة وسبعين متظاهرا بتهمة التعدي على ممتلكات الغير ومقاومة الاعتقال. وسجن أحد المتظاهرين بتهمة ارتكاب جناية بعد أن عض ضابط شرطة.
بعد الاعتقالات، تم حظر SJP من العمل في جامعة كاليفورنيا في بيركلي، مما دفع حزب SJP إلى احتجاج مائتي متظاهر بعد شهر. قال رئيس الجامعة بيردال: «من المهم أن نفهم أن هذه ليست قضية حرية التعبير، ولا تتعلق بالحق في تنظيم مظاهرات في الحرم الجامعي. القضية هي احتلال مبنى أكاديمي، والتدخل في حقوق الطلاب الآخرين في مواصلة تعليمهم».

### اعتصام ويلر هول
في 9 أبريل 2002، نظمت SJP اعتصامًا في قاعة ويلر، وهي واحدة من أكبر مباني الفصول الدراسية في جامعة كاليفورنيا ، بيركلي. تم استدعاء الشرطة إلى مكان الحادث وأمر الطلاب بالمغادرة أو مواجهة الاعتقال. 41 طالبًا لم يفعلوا ذلك وتم اعتقالهم لاحقًا واتهموا بارتكاب انتهاكات مختلفة لمدونة قواعد سلوك الطلاب بجامعة كاليفورنيا في بيركلي. كما منعت الجامعة SJP من الانخراط في احتجاجات داخل الحرم الجامعي.

### نيوزيلندا
في عام 2006، قادت SJP بجامعة أوكلاند مظاهرات ضد صناعة الأسلحة المحلية التابع للشركة التي تعرف بأسم المحدة د (Rakon)، وهي شركة تبيع مكونات US Military. في 28 سبتمبر 2015، قام أعضاء من فرع SJP التابع لجامعة فيكتوريا في ولنجتون باعتصام محادثة ألقاها اثنان من الجنود الإسرائيليين السابقين الزائرين، والتي نظمها الاتحاد الأسترالي للطلاب اليهود.

### جامعة برانديز
في أبريل 2011، قاطع آفي ديختر، عضو الكنيست وعضو حزب الوسط وكديما الإسرائيلي، متظاهرين من مجموعة برانديز، أثناء حديثه في جامعة برانديز، ووصفوه بأنه مجرم حرب، واتهموه بالتعذيب والجرائم. ضد الإنسانية.

### كلية فاسار
يحتوي برنامج الدراسات الدولية (IS) في كلية فارسا كل عام على دورة ترسل الطلاب في رحلة إلى الخارج. في عام 2013، تقرر أن الرحلة يجب أن تذهب إلى إسرائيل وفلسطين لدراسة قضايا المياه في دورة بعنوان مستجمعات مياه نهر الأردن. أثارت الرحلة غضب حزب العدالة والتنمية، من بين أمور أخرى، للتنسيق مع معهد البحوث الإسرائيلي معهد وادي عربة للدراسات البيئية. في 6 فبراير، قام تسعة أعضاء من حزب العدالة والتنمية باعتصام أحد صفوف تنظيم الدولة الإسلامية ووزعوا منشورات تنتقد مصادرة إسرائيل وإسرائيل لمصادر المياه الفلسطينية. وفقًا لراشيل فريدمان، اصطف المحتجزون بالقرب من الفصل الدراسي بطريقة تجعل من الصعب جسديًا ومخيفًا على الطلاب وأعضاء هيئة التدريس الذهاب إلى الفصل. وادعت أن كطلاب اخترق خط اعتصام، قدم أعضاء SJP «بصوت عال يولولون الأصوات،»  صوت صخبا النبرة العالية التي تمارس عادة في منطقة الشرق الأوسط. اعترض أحد الطلاب على ادعاء الزواج، ويُفترض أنه جزء من الاحتجاج، في اجتماع عُقد في 3 مارس / آذار 2013 بين الطلاب وأعضاء هيئة التدريس، حيث تمت مناقشة الاحتجاج.

### جامعة لويولا في شيكاغو
في 9 سبتمبر 2014، في جامعة لويولا في شيكاغو، كان الطلاب يديرون طاولة هيليل للترويج للمنظمة الإسرائيلية يكتسبها إسرائيل ، وهو برنامج يدفع لليهود لزيارة إسرائيل. اصطفت مجموعة من الطلاب الفلسطينيين المنتمين إلى حزب العدالة والتنمية إلى الطاولة وحاولوا التسجيل في رحلات إلى إسرائيل. بعد محادثات مع الطلاب الذين يديرون المائدة، تم إبعادهم لأنهم ليسوا يهودًا. ثم اصطف الطلاب الفلسطينيون لالتقاط صورة فوتوغرافية على بعد مسافة ما مع لافتات كتب عليها: «عائلتي من قرية [كل مكان] تم تطهيرها عرقياً ولكن ليس لدي الحق في العودة». وفقًا لأعضاء SJP ، كان الهدف من محاولة التسجيل في يكتسبها إسرائيل لفضح الطبيعة العنصرية للبرنامج.
اشتكى طلاب هليل واتهموا الطلاب الفلسطينيين بمضايقتهم والاعتداء عليهم لفظيًا «في محاولة لترهيب الطلاب اليهود». بعد شهرين من التحقيق، برأت الجامعة SJP من أي ادعاءات من هذا القبيل، لكنها وجدت أن هيليل و SJP مسؤولين عن انتهاك سياسة حرية التعبير والتظاهر بالجامعة. Hillel لعدم تسجيل طاولتهما و SJP لعدم تسجيلهما الإجراء المرتجل، بعد أن علم بطاولة Hillel في الليلة السابقة.
كعقوبة، كان يُطلب من هيليل حضور حدث حول كيفية تسجيل الأحداث، بينما تم معاقبة SJP مع المراقبة لبقية العام الدراسي، مما منع المجموعة من طلب الأموال من المدرسة طوال المدة. كان مطلوبًا أيضًا حضور «تدريب الحوار بين المجموعات».

## الحملات

### كلية بودوين
في مايو 2015، بعد حملة استمرت أكثر من عام، انتهت حملة حزب SJP في كلية بودوين لمقاطعة إسرائيل بنسبة 20٪ من الطلاب صوتوا لصالحهم، و 21٪ امتنعوا عن التصويت و 59٪ ضدها.

### كلية هامبشاير
في فبراير 2009، بعد حملة لمدة عامين من قبل SJP ، ووقعها أكثر من 800 طالب وأستاذ وخريج،  أصبحت كلية هامبشاير في ماساتشوستس أول كلية أمريكية تخرج من الشركات المتورطة في الاحتلال الإسرائيلي لفلسطين. قرر مجلس الأمناء سحب الاستثمارات من كاتربيلر وشركة يونايتد تكنولوجيز وجنرال إلكتريك
و ITT Corporation وموتورولا و Terex.
ومع ذلك، قال رئيس كلية هامبشاير، رالف هيكستر، إن قرار سحب الاستثمار من تلك الشركات لا يستهدف إسرائيل. وقال إن سحب الاستثمارات كان مرتبطًا بمعايير الاستثمار المسؤول اجتماعيًا وانتقد SJP لأنه اقترح خلاف ذلك. ورد حزب SJP بأن الكلية كانت تبتعد عن «التداعيات السياسية لعملها».

### جامعة ديبول
في تشرين الثاني (نوفمبر) 2010، بدأت SJP في جامعة ديبول حملة لإزالة حمص ماركة صبرا من الجامعة. الشركة الأم لصبرا هي مجموعة شتراوس، وهي شركة أغذية إسرائيلية تدعم لواءين إسرائيليين، لواء جفعاتي ولواء جولاني. وافقت الجامعة في البداية، ولكن بعد أيام قليلة، تراجعت عن موقفها بإعادة صبرة الحمص إلى قاعات الطعام. وقالت المتحدثة باسم الجامعة «في هذه الحالة تم تعليق بيع صبرا الحمص مؤقتا عن طريق الخطأ قبل مراجعته من قبل لجنة الممارسات التجارية العادلة. لقد أعدنا البيع لتصحيح هذا الخطأ من قبل الموظفين».
في مايو 2011، قدم DePaul SJP استفتاء للحكومة الطلابية بشأن صبرا. كانت نتيجة الاستفتاء 1127 لصالح، و 332 ضد و 8 رسائل غير ضرورية. كان عدد الأصوات 32 أقل من 1500 اللازمة لكي يكون الاستفتاء صحيحًا.

### جامعة ستانفورد
تبع هزيمة ستانفورد BDS (المقاطعة وسحب الاستثمارات والعقوبات) بشكل ملحوظ انتصاران سريعان للمقاطعة في جامعة كاليفورنيا ، ريفرسايد وجامعة كاليفورنيا ، سان دييغو. في 8 آذار (مارس) 2013، أنتجت حملة كبيرة من SJP في جامعة كاليفورنيا ، ريفرسايد (UCR) انتصارًا عندما صوت مجلس الشيوخ 11-5 لتأييد BDS وسحب الاستثمارات من Caterpillar و Hewlett Packard. كان التصويت لدعم BDS في UCR كبيرًا بما يكفي لتجنب استخدام حق النقض من قبل رئيس هيئة الطلاب الجامعيين الذي عارض القرار.

## الخلافات

### منتدى BDS في كلية بروكلين
في 7 فبراير 2013، نظم فرع SJP المحلي في كلية بروكلين (BC) منتدى مفتوحًا حول موضوع حركة المقاطعة ومقاطعة إسرائيل. شارك في رعاية المنتدى قسم العلوم السياسية بالكلية. المتحدثان هما جوديث بتلر، فيلسوفة أمريكية مؤيدة لحركة المقاطعة، وعمر البرغوثي، وهو فلسطيني من مؤسسي الحركة.
</br> خلال خطاب بتلر، طُلب من أربعة طلاب يهود من كولومبيا البريطانية، وإيفون جوريس، وميلاني غولدبرغ، وآري زيغلر، وطالب لم يذكر اسمه، المغادرة. لقد أحضروا معهم مطبوعات ومنشورات مناهضة للمقاطعة وكانوا يعتزمون توزيعها. وبحسب غولدبيرغ، فإن أحد الطلاب الذين تم إخلاؤهم، تصدى لهم منظمو الحدث وطالبوا بتسليم الأوراق، وطلبوا من حارس الأمن إخراج الطلاب من الحدث، وهو ما فعله.
تسبب هذا في جدل واتهم المنظمون بمعاداة السامية بسبب كون الطلاب الذين تم إخلاؤهم يهودًا وخنقوا حرية التعبير. بعد أربعة أشهر، قدمت المنظمة الصهيونية الأمريكية (ZOA) شكوى قانونية ضد الكلية، بدعوى التمييز ضد اليهود. وقد تسبب هذا في قيام بريتش كولومبيا بإجراء تحقيق نتج عنه تقرير من 40 صفحة بعد شهرين، بينما طلب الطلاب الذين نظموا الحدث المساعدة القانونية من مركز الحقوق الدستورية . وذكر التقرير أن الإخلاء لم يكن تمييزياً، لكنه استند إلى «وجهة نظر سياسية». استقرت BC في النهاية مع ZOA واعتذرت الرئيسة كارين جولد عن الطريقة التي تعاملت بها المدرسة مع الحدث.